# Clidemia allardii
Clidemia allardii är en tvåhjärtbladig växtart som beskrevs av John Julius Wurdack. Clidemia allardii ingår i släktet Clidemia och familjen Melastomataceae.
Artens utbredningsområde är Peru. Inga underarter finns listade i Catalogue of Life.